# 戈哈纳
戈哈纳（Gohana），是印度哈里亚纳邦Sonipat县的一个城镇。总人口48518（2001年）。

## 人口
该地2001年总人口48518人，其中男性25911人，女性22607人；0—6岁人口7331人，其中男4110人，女3221人；识字率67.44%，其中男性为73.74%，女性为60.22%。